# Otto Muntendorf
Otto Muntendorf (* 12. August 1910 in Olleschau, Österreich-Ungarn; † 1. Februar 1943 bei Tihotina, Bosnien) war ein deutscher Jurist und Parteifunktionär (NSDAP).

## Leben
Nach Abschluss des Studiums der Rechtswissenschaften an der Juristischen Fakultät der Deutschen Universität Prag, wo er 1934 zum Dr. jur. promovierte, wurde Otto Muntendorf Angestellter des Deutschpolitischen Arbeitsamtes in Prag. Er trat der Sudetendeutschen Partei bei und war sehr aufgeschlossen gegenüber deutschen nationalsozialistischen Ideen.
1936 errichtete er in der Hauptleitung des Bundes der Deutschen in der Tschechoslowakei eine bevölkerungspolitische Abteilung in Teplitz-Schönau ein, die er selbst leitete.
Nach der deutschen Besetzung des Sudetenlandes im Oktober 1938 ernannte ihn Konrad Henlein zum Gauamtsleiter des Rassepolitischen Amtes der NSDAP im Sudetenland. Sein Dienstsitz wurde Reichenberg, er trat zum 1. November 1938 der NSDAP bei (Mitgliedsnummer 6.600.846). Daneben wurde er als Vertrauensmann des Leiters des Reichssippenamtes in Berlin mit der systemkonformen Steuerung der Familienforschung im Reichsgau Sudetenland durch die Arbeitsgemeinschaft für Sippenkunde im Gau Sudetenland beauftragt.
Otto Muntendorf trat außerdem der SS bei (SS-Nummer 314.379) und wurde am 30. Januar 1939 zum SS-Obersturmbannführer befördert. Im Zweiten Weltkrieg fiel er 1943 in Bosnien. Als er gestorben war, wurde er von den Zeitgenossen als „einer der fähigsten und unerschrockensten jungen Wegbereiter des Sudetendeutschtums“ bezeichnet.

## Schriften (Auswahl)
- Volk ohne Zukunft? Die biologische Gefahrlage des Sudetendeutschtums: Vortrag, gehalten am 17. November 1937 im Rahmen des mährisch-schlesischen Führerlehrganges der Landständischen Jungmannschaft und des Deutschen Turnverbandes in Bad Groß-Ullersdorf in Mähren, Bauernschule, Bad Groß-Ullersdorf 1934.
- Geburtenkampf. Entscheidungskampf (= Sudetendeutsche Lebensfragen, Heft 3). Frank, Karlsbad 1935.
- Volkstod droht. Die biologische Gefahrlage des Sudetendeutschtums in Bildern und Zahlen. Buchdruckerei Wächter B, Abt. Wia-Verlag,  Teplitz-Schönau 1937.